# Fatih Kamaçi
Fatih Kamaçi (Waalwijk, 23 mei 1989) is een Nederlands-Turks voetballer die doorgaans speelt als middenvelder. In juli 2020 verruilde hij Kahramanmaraşspor voor VV Dongen.

## Clubcarrière
Kamaçi speelde in de jeugd bij RKC Waalwijk. Op zijn zesde kwam hij in de amateurtak van RKC en ging door naar de proftak waar hij uiteindelijk aanvoerder was van het beloftenteam. In 2009 verliet hij de Waalwijkse club en ging hij spelen bij de amateurs van VV Dongen. Aldaar was hij vijf jaar actief. In 2014 ging de middenvelder op stage bij FC Oss. Na één week werd besloten Kamaçi een eenjarige verbintenis te geven. Hij debuteerde op 15 augustus 2014, toen met 0–4 werd gewonnen in het uitduel met RKC Waalwijk. Kamaçi mocht van coach Wil Boessen twaalf minuten voor het einde van de wedstrijd invallen voor Istvan Bakx. Zijn eerste doelpunt volgde op 19 september 2014, tijdens een uitwedstrijd bij Achilles '29 (2–2). Kamaçi opende in de zesendertigste minuut de score. In de tweede helft zette Thijs Hendriks Achilles met twee doelpunten op voorsprong, maar in de blessuretijd maakte Kevin van Veen de gelijkmaker. In maart 2015 tekende Kamaçi een contract tot en met het seizoen 2015/16. Voor aanvang van dat seizoen kreeg hij het rugnummer 10 toegewezen. Volgens hemzelf bracht dat extra druk met zich mee, maar hij sprak de wens uit om meer doelpunten te maken. Aan het einde van het seizoen 2018 verliep de verbintenis van Kamaçi en maakte de middenvelder bekend FC Oss te zullen verlaten. Hierop tekende hij een contract voor één seizoen bij Karabükspor. Een maand later had hij echter een tweejarig contract bij Gümüşhanespor getekend dat uitkwam op het derde niveau. In januari 2019 ging hij naar Kahramanmaraşspor dat op hetzelfde niveau uitkwam. Medio 2020 keerde Kamaçi terug naar Nederland waar hij weer voor VV Dongen ging spelen.

## Clubstatistieken
| Seizoen | Club   | Competitie     | Competitie | Competitie | Beker | Beker | Nacompetitie | Nacompetitie | Totaal | Totaal |
| Seizoen | Club   | Competitie     | Wed.       | Dlp.       | Wed.  | Dlp.  | Wed.         | Dlp.         | Wed.   | Dlp.   |
| ------- | ------ | -------------- | ---------- | ---------- | ----- | ----- | ------------ | ------------ | ------ | ------ |
| 2014/15 | FC Oss | Eerste divisie | 33         | 5          | 1     | 0     | 2            | 0            | 36     | 5      |
| 2015/16 | FC Oss | Eerste divisie | 35         | 12         | 1     | 0     | —            | —            | 36     | 12     |
| 2016/17 | FC Oss | Eerste divisie | 33         | 4          | 1     | 0     | —            | —            | 34     | 4      |
| 2017/18 | FC Oss | Eerste divisie | 35         | 15         | 0     | 0     | —            | —            | 35     | 15     |
| Totaal  | Totaal | Totaal         | 136        | 36         | 3     | 0     | 2            | 0            | 141    | 36     |

Bijgewerkt op 22 april 2025.